# Vidra, Ilfov
Vidra (în trecut, Străini-Dobreni) este satul de reședință al comunei cu același nume din județul Ilfov, Muntenia, România.